# よこすか浦賀病院
よこすか浦賀病院は、神奈川県横須賀市に位置する医療機関である。旧称は住友重機械健康保険組合 浦賀病院で、2015年8月1日から医療法人横浜未来ヘルスケアシステムが運営する「よこすか浦賀病院」となる。二次救急指定病院。

## 診療科
- 内科
- 外科
- 小児科
- 整形外科
- 眼科
- 泌尿器科
- 脳神経外科
- 皮膚科
- 麻酔科
- リハビリテーション科
- 健診センター